# Nicejsko-konstantynopolitańskie wyznanie wiary

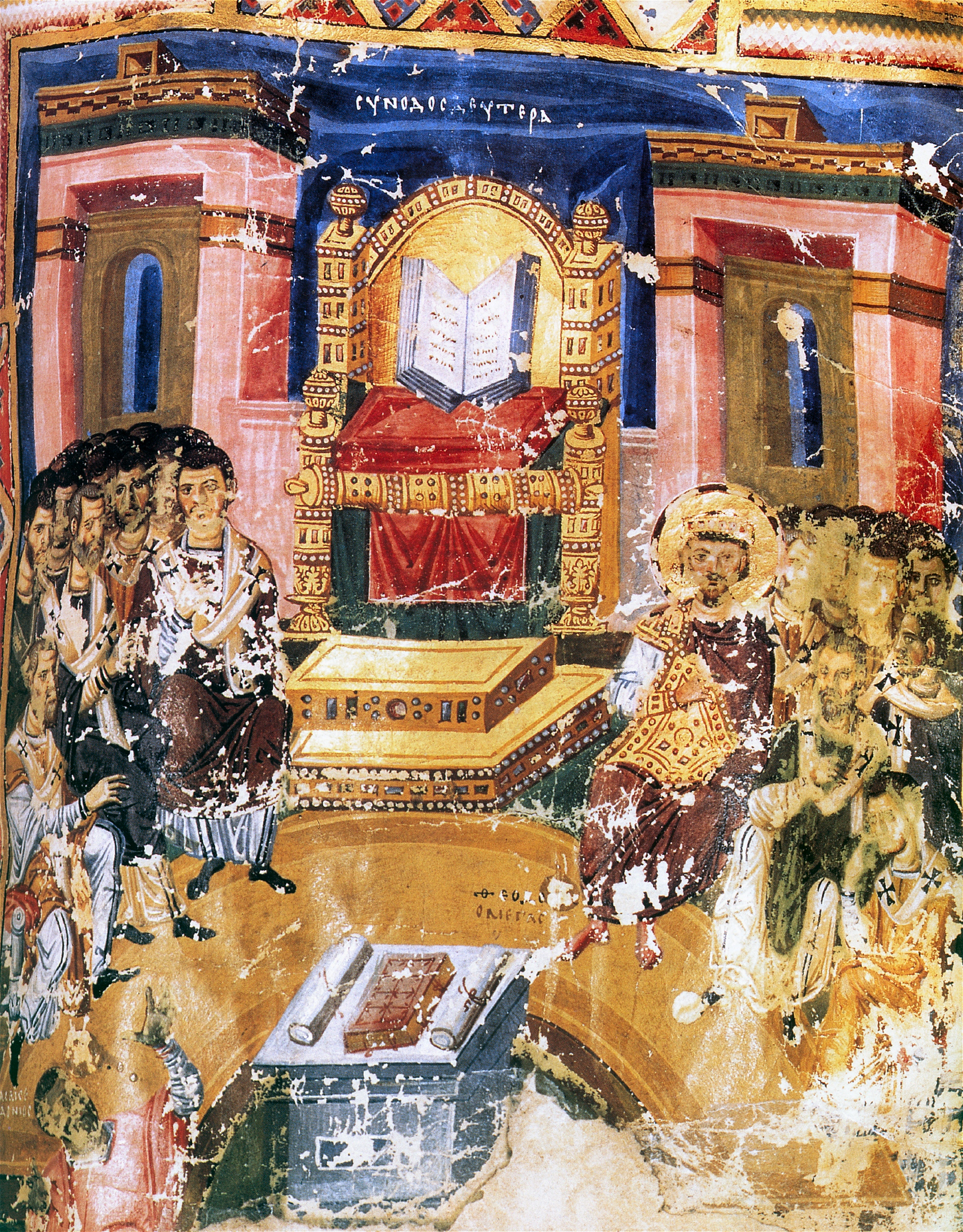
Sobór w Konstantynopolu ogłaszając Symbol w 381 r., bronił prawdy o boskiej naturze Ducha Świętego. Ilustracja z IX w. wydania Mów teologicznych św. Grzegorza z Nazjanzu (330-390). Jako patriarcha Konstantynopola przewodniczył on Soborowi, jednak w wyniku konfliktu został na tymże Soborze usunięty ze swej katedry.

Nicejsko-konstantynopolitańskie wyznanie wiary, określane także jako Credo (lub wyznanie wiary) lub Symbol konstantynopolitański /(łac.) Symbolum Constantinopolitanum/, dawniej nie do końca ściśle zwany też Symbolem nicejskim – chrześcijańskie wyznanie wiary najbardziej rozpowszechnione wśród tekstów credo używanych współcześnie w liturgiach.
W Kościele katolickim i w Cerkwiach prawosławnych jest odmawiane lub śpiewane w liturgii Eucharystii (w Kościele łacińskim w niedziele i święta wyższej rangi). Autorytet symbolu przyjmuje również Wspólnota anglikańska, a także starokatolicy, luteranie oraz niektóre inne denominacje protestanckie.
W Kościele rzymskokatolickim, niektórych kościołach protestanckich i starokatolickich tekst symbolu jest uzupełniony o „Bóg z Boga” – sformułowanie z symbolu przyjętego w 325 r. na Soborze w Nicei oraz późniejszy, średniowieczny dodatek, krytykowany przez prawosławie – „i Syna” (Filioque).

## Historia
Początki Symbolu konstantynopolitańskiego pozostają w sferze dociekań. Jedna z poważnych hipotez postuluje jako autora Epifaniusza, biskupa Salaminy na Cyprze. Tekst symbolu zatwierdzonego na Soborze 381 r. już w 374 r. znany był temu Ojcu Kościoła, który umieścił go w swym dziele Ancoratus 118,9-13.
Jakiekolwiek byłyby początki, według jednomyślnej opinii historyków, wbrew potocznym wyobrażeniom, nie może być mowy o tym, że symbol powstał na Soborze w Konstantynopolu poprzez dodanie fragmentu o Duchu Świętym do Symbolu ogłoszonego w czasie poprzedniego Soboru w Nicei w 325 r. Na Soborze chalcedońskim (451) tekst symbolu został odczytany jako wyznanie wiary Soboru Konstantynopolitańskiego I (381). Sama nazwa nicejsko-konstantynopolitański pochodzi dopiero z wieku XVII.

## Nowość symbolu
W symbolu została potwierdzona prawda o Duchu Świętym jako o Panu i Ożywicielu – czyli dogmatycznie stwierdzono naturę boską Trzeciej Osoby Trójcy oraz Jej oddziaływanie na chrześcijan, sprawiające w nich życie wieczne.
Orzeczenie to wprowadzono do tekstu Credo jako ostateczne potwierdzenie błędności doktryn będących pochodną, potępionego na Soborze w Nicei w 325 r., arianizmu. Jako logiczna konsekwencja błędnej doktryny Ariusza, to samo co o Synu, zaczęto nauczać o Duchu Świętym, że został stworzony przez Syna i jest Mu podporządkowany. Głównym propagatorem tych doktryn zwanych macedonianizmem był najpierw biskup Konstantynopola Macedoniusz a następnie Maratoniusz z Nikomedii. Doktryny te znane były też w Egipcie. Chrześcijan, którzy wyznawali te poglądy nazywano duchoburcami lub tropikami. Jak tłumaczył św. Augustyn, niektórzy nazywali ich semi-arianami, gdyż uznając współistotność Ojca i Syna, a odrzucając boską naturę Ducha Świętego, w tej kwestii po części są z nimi, a po części z nami.
Głównymi ortodoksyjnymi autorami, którzy przeciwdziałali tym doktrynom byli Ojcowie kapadoccy, zwłaszcza Bazyli Wielki (329-379), który poświęcił temu zagadnieniu dwa dzieła O Duchu Świętym oraz Przeciw Eunomiuszowi. W Egipcie – Atanazy Wielki z Aleksandrii (295-373), przede wszystkim w czterech listach do Serapiona. W Italii św. Ambroży z Mediolanu O Duchu Świętym.
W odpowiedzi na błędy semi-arian Symbol konstantynopolitański stwierdził, że Duch Święty nie jest stworzeniem, lecz że pochodzi od Ojca czyli że jest z Nim współistotny podobnie jak Syn – a zatem z Ojcem i z Synem wspólnie odbiera uwielbienie i chwałę boską.

## Zastosowanie w liturgii chrzcielnej i eucharystycznej
W wieku VI symbol został przyjęty na całym praktycznie Wschodzie chrześcijańskim jako wyznanie chrzcielne, prędko wypierając Symbol nicejski.
Rozpowszechnienie symbolu stało się jeszcze szybsze, gdy zaczęto go uroczyście intonować w Eucharystii. Jako pierwszy do liturgii eucharystycznej wprowadził go Piotr Folusznik, patriarcha Antiochii w latach 471-488, należący do nurtu monofizyckiego. Sto lat później, w 580 roku uczyniono to w Konstantynopolu. Ten liturgiczny zwyczaj został przeniesiony z Syrii także na chrześcijański Zachód i tam się rozprzestrzenił, poczynając od Hiszpanii. Po raz pierwszy mówił o tym Synod toledański III (589) w kan. 2.

## Tekst oryginalny i tłumaczenia
Grecki
Πιστεύω εἰς ἕνα Θεόν,
Πατέρα, Παντοκράτορα,
ποιητὴν οὐρανοῦ καὶ γῆς,
ὁρατῶν τε πάντων καὶ ἀοράτων.
Καὶ εἰς ἕνα Κύριον Ἰησοῦν Χριστόν,
τὸν Υἱὸν τοῦ Θεοῦ τὸν μονογενῆ,
τὸν ἐκ τοῦ Πατρὸς γεννηθέντα πρὸ πάντων τῶν αἰώνων·
φῶς ἐκ φωτός,
Θεὸν ἀληθινὸν ἐκ Θεοῦ ἀληθινοῦ,
γεννηθέντα οὐ ποιηθέντα, ὁμοούσιον τῷ Πατρί,
δι' οὗ τὰ πάντα ἐγένετο.
Τoν δι' ἡμᾶς τοὺς ἀνθρώπους καὶ διὰ τὴν ἡμετέραν σωτηρίαν
κατελθόντα ἐκ τῶν οὐρανῶν
καὶ σαρκωθέντα
ἐκ Πνεύματος Ἁγίου καὶ Μαρίας τῆς Παρθένου
καὶ ἐνανθρωπήσαντα.
Σταυρωθέντα τε ὑπὲρ ἡμῶν ἐπὶ Ποντίου Πιλάτου,
καὶ παθόντα καὶ ταφέντα.
Καὶ ἀναστάντα τῇ τρίτῃ ἡμέρα κατὰ τὰς Γραφάς.
Καὶ ἀνελθόντα εἰς τοὺς οὐρανοὺς
καὶ καθεζόμενον ἐκ δεξιῶν τοῦ Πατρός.
Καὶ πάλιν ἐρχόμενον μετὰ δόξης κρῖναι ζῶντας καὶ νεκρούς,
οὗ τῆς βασιλείας οὐκ ἔσται τέλος.
Καὶ εἰς τὸ Πνεῦμα τὸ Ἅγιον,
τὸ κύριον, τὸ ζωοποιόν,
τὸ ἐκ τοῦ Πατρὸς ἐκπορευόμενον,
τὸ σὺν Πατρὶ καὶ Υἱῷ συμπροσκυνούμενον καὶ συνδοξαζόμενον,
τὸ λαλῆσαν διὰ τῶν προφητῶν.
Εἰς μίαν, Ἁγίαν, Καθολικὴν καὶ Ἀποστολικὴν Ἐκκλησίαν.
Ὁμολογοῦμεν ἓν βάπτισμα εἰς ἄφεσιν ἁμαρτιῶν.
Προσδοκῶμεν ἀνάστασιν νεκρῶν
καὶ ζωὴν τοῦ μέλλοντος αἰῶνος.
Ἀμήν.
Łaciński
Credo [Credimus] in unum Deum,

Patrem omnipotentem,

factorem caeli et terrae,

visibilium omnium et invisibilium.

Et in unum Dominum Iesum Christum,

Filium Dei unigenitum,

et [-!] ex Patre natum ante omnia saecula.

Deum de Deo [-!],

Lumen de Lumine,

Deum verum de Deo vero,

genitum non factum,

consubstantialem Patri:

per quem omnia facta sunt;

qui propter nos homines et propter nostram salutem

descendit de caelis,

et incarnatus est de Spiritu Sancto

[et] ex Maria Virgine,

et homo factus [inhumanatus] est,

crucifixus etiam pro nobis sub Pontio Pilato,

[et] passus et sepultus est,

et resurrexit tertia die, secundum Scripturas,

et ascendit in caelum [caelos],

[et] sedet ad dexteram Patris,

et iterum venturus est cum gloria,

iudicare vivos et mortuos:

cuius regni non erit finis.

Et in Spiritum Sanctum,

Dominum et vivificantem,

qui ex Patre <filioque> procedit.

Qui cum Patre et Filio simul adoratur [coadoratur] et conglorificatur:

qui locutus est per prophetas.

Et [in] unam, sanctam, catholicam et apostolicam Ecclesiam.

Confiteor [Confitemur] unum baptisma in remissionem peccatorum.

Et expecto [Expectamus] resurrectionem mortuorum,

et vitam venturi [futuri] saeculi.

Amen.
Polski
Wierzę w jed[y]nego Boga,

Ojca Wszechmogącego,

Stworzyciela nieba i ziemi,

wszystkich rzeczy widzialnych i niewidzialnych.

I w jed[y]nego Pana Jezusa Chrystusa,

Syna Bożego Jednorodzonego,

który z Ojca jest zrodzony przed wszystkimi wiekami.

Bóg z Boga,

Światłość ze Światłości,

Bóg prawdziwy z Boga prawdziwego.

Zrodzony, a nie stworzony,

współistotny Ojcu,

a przez Niego wszystko się stało.

On to dla nas ludzi i dla naszego zbawienia zstąpił z nieba.

I za sprawą Ducha Świętego

przyjął ciało z Maryi Dziewicy [Marii Panny] i stał się człowiekiem.

Ukrzyżowany również za nas

pod Poncjuszem Piłatem został umęczony i pogrzebany.

I zmartwychwstał dnia trzeciego,

jak oznajmia Pismo.

I wstąpił do nieba; siedzi po prawicy Ojca.

I powtórnie przyjdzie w chwale sądzić żywych i umarłych,

a królestwu Jego nie będzie końca.

Wierzę w Ducha Świętego, Pana i Ożywiciela,

który od Ojca i Syna pochodzi.

Który z Ojcem i Synem wspólnie odbiera uwielbienie i chwałę;

który mówi[ł] przez Proroków.

Wierzę w jeden, święty, powszechny i apostolski Kościół.

Wyznaję jeden chrzest na odpuszczenie grzechów.

I oczekuję wskrzeszenia umarłych

i życia wiecznego w przyszłym świecie.

Amen.
Aramejski
ܡܗܝܡܢܝܢܢ ܒܚܕ ܐܠܗܐ. ܐܒܐ ܐܚܝܕ ܟܠ

  ܥܒܘܕܐ ܕܫܡܝܐ ܘܕܐܪܥܐ.

ܘܕܟܠܗܝܢ ܐܝܠܝܢ ܕܡܬܚܙ̈ܝܢ ܘܕܠܐ ܡܬܚܙܝ̈ܢ

.ܘܒܚܕ ܡܪܝܐ ܝܫܘܥ ܡܫܝܚܐ

ܝܚܝܕܝܐ ܒܪܐ ܕܐܠܗܐ

ܗܘ ܕܡܢ ܐܒܐ ܐܬܝܠܕ

ܩܕܡ ܟܠܗܘܢ ܥܠܡ̈ܐ

ܢܘܗܪܐ ܕܡܢ ܢܘܗܪܐ

 ܐܠܗܐ ܫܪܝܪܐ ܕܡܢ ܐܠܗܐ ܫܪܝܪܐ

 ܝܠܝܕܐ ܘܠܐ ܥܒܝܕܐ

 ܘܫܘܸܐ ܒܐܘܣܝܐ ܠܐܒܘܗܝ

 ܕܒܐܝܕܗ ܗܘܐ ܟܠ

ܗܘ ܕܡܛܠܬܢ ܒܢܝ̈ܢܫܐ ܘܡܛܠ ܦܘܪܩܢܢ

 ܢܚܬ ܡܢ ܫܡܝܐ

ܘܐܬܓܫܡ ܡܢ ܪܘܚܐ ܩܕܝܫܐ

 ܘܡܢ ܡܪܝܡ ܒܬܘܠܬܐ ܝܠܕܬ ܐܠܗܐ

 ܘܗܘܐ ܒܪܢܫܐ

ܘܐܨܛܠܒ ܚܠܦܝܢ ܒܝܘ̈ܡܝ ܦܝܢܛܝܘܣ ܦܝܠܛܘܣ

  ܘܚܫ ܘܡܝܬ ܘܐܬܩܒܪ

 ܘܩܡ ܠܬܠܬܐ ܝܘ̈ܡܝܢ ܐܝܟ ܕܨܒܐ

 ܘܣܠܩ ܠܫܡܝܐ ܘܝܬܒ ܡܢ ܝܡܝܢܐ ܕܐܒܘܗܝ

 ܘܬܘܒ ܐ̇ܬܐ ܒܫܘܒܚܐ ܪܒܐ

 ܠܡܕܢ ܠܚܝ̈ܐ ܘܠܡܝ̈ܬܐ

 ܗܘ ܕܠܡܠܟܘܬܗ ܫܘܠܡܐ ܠܐ ܐܝܬ.

ܘܒܚܕ ܪܘܚܐ ܩܕܝܫܐ

ܕܐܝܬܘܗܝ ܡܪܝܐ ܡܚܝܢܐ ܕܟܠ.

 ܗܘ ܕܡܢ ܐܒܐ ܢܦܩ

 ܘܥܡ ܐܒܐ ܘܥܡ ܒܪܐ ܡܣܬܓܕ ܘܡܫܬܒܚ.

 ܗܘ ܕܡܠܠ ܒܢܒܝ̈ܐ ܘܒܫܠܝ̈ܚܐ

ܘܒܚܕܐ ܥܕܬܐ ܩܕܝܫܬܐ ܩܬܘܠܝܩܝ ܘܫܠܝܚܝܬܐ.

 ܘܡܘܕܝܢܢ ܕܚܕܐ ܗܝ ܡܥܡܘܕܝܬܐ ܠܫܘܒܩܢܐ ܕܚܛܗ̈ܐ.

 ܘܡܣܟܝܢܢ ܠܩܝܡܬܐ ܕܡܝ̈ܬܐ

ܘܠܚܝ̈ܐ ܚܕ̈ܬܐ ܕܒܥܠܡܐ ܕܥܬܝܕ. ܐܡܝܢ

## Reinterpretacja symbolu w okresie reformacji
Wyznanie konstantynopolitańskie było punktem odniesienia dla Kościołów powstałych w wyniku Reformacji. W oparciu o nie powstały m.in. następujące dokumenty doktrynalne: Wyznanie augsburskie (luteranizm), Konfesja helwecka czy w Polsce Wyznanie sandomierskie (kalwinizm) oraz Trzydzieści dziewięć artykułów (anglikanizm).